# Si ayer fuera hoy
Si ayer fuera hoy es el cuarto álbum de estudio de la banda colombiana Morat, publicado el 4 de noviembre de 2022.

## Información
El álbum se caracteriza por el clásico estilo musical de la banda, entre pop, country, rock, balada romántica y urbano. Asimismo, el álbum fue presentado después de su sencillo "Salir con vida" junto al también cantante colombiano Feid.
De este álbum, se desprenden algunos sencillos como: «Llamada perdida», «Valen más», «París» y «506» entre otros. En este álbum, están incluidas las participaciones de Duki, Feid y Juanes. El sencillo «Las cometas siempre vuelan en agosto» fue un homenaje a varios líderes sociales de Colombia.

## Lista de canciones
| N.º | Título                                 | Duración |  |
| 1.  | «Llamada perdida»                      | 2:45     |  |
| 2.  | «Segundos platos»                      | 3:04     |  |
| 3.  | «Salir con vida» (con Feid)            | 2:56     |  |
| 4.  | «Debí suponerlo»                       | 2:24     |  |
| 5.  | «506» (con Juanes)                     | 3:00     |  |
| 6.  | «Santa Fe»                             | 2:46     |  |
| 7.  | «Nunca al revés»                       | 3:01     |  |
| 8.  | «Si la ves»                            | 3:48     |  |
| 9.  | «Las cometas siempre vuelan en agosto» | 3:38     |  |
| 10. | «Valen más»                            | 3:08     |  |
| 11. | «París» (con Duki)                     | 3:02     |  |
| 12. | «Cuesta Abajo»                         | 2:52     |  |

## Si Ayer Fuera Hoy World Tour
Si Ayer Fuera Hoy World Tour es la gira de conciertos que la banda  Morat, inició llamándose "Morat World Tour", pero se cambió de nombre tras la salida del nuevo disco para promocionarlo durante 2022.
| Fecha                    | Ciudad                     | País           | Recinto                                     |
| Europa                   | Europa                     | Europa         | Europa                                      |
| ------------------------ | -------------------------- | -------------- | ------------------------------------------- |
| 9 de julio de 2022       | Milán                      | Italia         | Ticketmaster arena                          |
| 2 de agosto de 2022      | Chiclana de la Frontera    | España         | Concert music festival                      |
| 3 de agosto de 2022      | Odemira                    | Portugal       | Meo Sudoeste Fest                           |
| 8 de agosto de 2022      | Marbella                   | España         | Starlite Festival                           |
| 12 de agosto de 2022     | Pontevedra                 | España         |                                             |
| 20 de agosto de 2022     | Alicante                   | España         | Plaza de toros                              |
| 24 de agosto de 2022     | Martos                     | España         | Auditorio municipal                         |
| 26 de agosto de 2022     | Santa Cruz de Tenerife     | España         | Recinto de la feria                         |
| 27 de agosto de 2022     | Las Palmas de Gran Canaria | España         | Gran Canaria Arena                          |
| 30 de agosto de 2022     | Marbella                   | España         | Starlite Festival                           |
| 2 de septiembre de 2022  | Barcelona                  | España         | Palau Sant Jordi                            |
| 8 de septiembre de 2022  | Murcia                     | España         | Cuartel de artillería                       |
| 9 de septiembre de 2022  | Mairena del Aljarafe       | España         | Recinto hípico                              |
| 11 de septiembre de 2022 | Madrid                     | España         | Wizink Center                               |
| 21 de septiembre de 2022 | Lisboa                     | Portugal       | Lisboa Ao Vivo                              |
| 23 de septiembre de 2022 | Roma                       | Italia         | Orion live club                             |
| 25 de septiembre de 2022 | París                      | Francia        | La Cigale                                   |
| 26 de septiembre de 2022 | Londres                    | Reino Unido    | Electric brixto                             |
| 28 de septiembre de 2022 | Berlín                     | Alemania       | S 36                                        |
| 30 de septiembre de 2022 | Ámsterdam                  | Países Bajos   | Q Factory                                   |
| 8 de octubre de 2022     | Santiago de Chile          | Chile          | Movistar Arena                              |
| 9 de octubre de 2022     | Santiago de Chile          | Chile          | Movistar Arena                              |
| 8 de noviembre de 2022   | Madrid                     | España         | Palacio de Deportes Madrid                  |
| Norteamérica             |                            |                |                                             |
| 10 de noviembre de 2022  | México D.F.                | México         | Auditorio Nacional                          |
| 11 de noviembre de 2022  | México D.F.                | México         | Auditorio Nacional                          |
| Centroamérica            |                            |                |                                             |
| 19 de noviembre de 2022  | San José                   | Costa Rica     | Estadio Nacional de Costa Rica              |
| 22 de noviembre de 2022  | San Salvador               | El Salvador    | Estadio Cuscatlan                           |
| 24 de noviembre de 2022  | Panamá                     | Panamá         | Arena Roberto Durán                         |
| 26 de noviembre de 2022  | Guatemala                  | Guatemala      | Explanada Cayalá                            |
| 27 de noviembre de 2022  | Tegucigalpa                | Honduras       | Estadio Chochi Sosa                         |
|                          |                            |                |                                             |
| Sudamérica               |                            |                |                                             |
| 29 de noviembre de 2022  | Lima                       | Perú           | Arena 1                                     |
| 30 de noviembre de 2022  | Lima                       | Perú           | Arena 1                                     |
| 1 de diciembre de 2022   | Lima                       | Perú           | Arena 1                                     |
| 3 de diciembre de 2022   | Arequipa                   | Perú           | Jardín de la Cerveza                        |
| 4 de diciembre de 2022   | Arequipa                   | Perú           | Jardín de la Cerveza                        |
| 6 de diciembre de 2022   | Santa Cruz                 | Bolivia        | Arena Sonilum                               |
| 8 de diciembre de 2022   | La Paz                     | Bolivia        | Teatro Al Aire Libre                        |
| 17 de diciembre de 2022  | Medellín                   | Colombia       | Estadio Atanasio Girardot                   |
| 18 de diciembre de 2022  | Medellín                   | Colombia       | Estadio Atanasio Girardot                   |
| Norteamérica             |                            |                |                                             |
| 26 de enero de 2023      | San Francisco              | Estados Unidos | Auditorio Fillmore                          |
| 27 de enero de 2023      | San Diego                  | Estados Unidos | House of Blues San Diego                    |
| 28 de enero de 2023      | Los Ángeles                | Estados Unidos | The Belasco                                 |
| 2 de febrero de 2023     | San Antonio                | Estados Unidos | Teatro Azteca                               |
| 3 de febrero de 2023     | McAllen                    | Estados Unidos | Centro de Convenciones McAllen              |
| 4 de febrero de 2023     | El Paso                    | Estados Unidos | Teatro Plaza                                |
| 5 de febrero de 2023     | Houston                    | Estados Unidos | Teatro Arena                                |
| 9 de febrero de 2023     | Chicago                    | Estados Unidos | Copernicus Center                           |
| 11 de febrero de 2023    | Nueva York                 | Estados Unidos | The Palladium                               |
| 14 de febrero de 2023    | Boston                     | Estados Unidos | Big Night Live                              |
| 16 de febrero de 2023    | Atlanta                    | Estados Unidos | Teatro Buckhead                             |
| 17 de febrero de 2023    | Orlando                    | Estados Unidos | House of Blues Orlando                      |
| 19 de febrero de 2023    | Miami                      | Estados Unidos | Teatro James L. Knight                      |
| Latinoamérica            |                            |                |                                             |
| 18 de marzo de 2023      | Caracas                    | Venezuela      | Estadio Universidad Simón Bolívar           |
| 2 de mayo de 2023        | Guadalajara                | México         | Arena VFG                                   |
| 3 de mayo de 2023        | Guadalajara                | México         | Arena VFG                                   |
| 4 de mayo de 2023        | Guadalajara                | México         | Arena VFG                                   |
| 6 de mayo de 2023        | Ciudad de México           | México         | Palacio de los Deportes                     |
| 7 de mayo de 2023        | Ciudad de México           | México         | Palacio de los Deportes                     |
| 10 de mayo de 2023       | Puebla                     | México         | Auditorio GNP Seguros                       |
| 12 de mayo de 2023       | Ciudad de México           | México         | Palacio de los Deportes                     |
| 17 de mayo de 2023       | Monterrey                  | México         | Arena Monterrey                             |
| 18 de mayo de 2023       | Monterrey                  | México         | Arena Monterrey                             |
| 21 de mayo de 2023       | Torreón                    | México         | Coliseo Centenario                          |
| 25 de mayo de 2023       | San Luis Potosí            | México         | El Domo                                     |
| 27 de mayo de 2023       | Aguascalientes             | México         | Plaza de toros Monumental de Aguascalientes |
| 31 de mayo de 2023       | Quito                      | Ecuador        | Coliseo General Rumiñahui                   |
| 1 de junio de 2023       | Quito                      | Ecuador        | Coliseo General Rumiñahui                   |
| 3 de junio de 2023       | Guayaquil                  | Ecuador        | Estadio Modelo Alberto Spencer              |
| Norteamérica             |                            |                |                                             |
| 9 de junio de 2023       | Montreal                   | Canadá         | Rialto theatre                              |
| 10 de junio de 2023      | Toronto                    | Canadá         | Queen Elizabeth Theatre                     |
| Europa                   |                            |                |                                             |
| 5 de julio de 2023       | Córdoba                    | España         | Plaza de toros Los Califas                  |
| 13 de julio de 2023      | Granada                    | España         | Plaza de toros de Granada                   |
| 21 de julio de 2023      | Fuengirola                 | España         | Marenostrum Music Castle Park               |
| Latinoamérica            |                            |                |                                             |
| 7 de octubre de 2023     | Santiago de Querétaro      | México         | Festival Pulso GNP                          |
| 27 de octubre de 2023    | Asunción                   | Paraguay       | Jockey Club                                 |
| 31 de octubre de 2023    | Montevideo                 | Uruguay        | Antel Arena                                 |
| 1 de noviembre de 2023   | Montevideo                 | Uruguay        | Antel Arena                                 |
| 4 de noviembre de 2023   | Buenos Aires               | Argentina      | Movistar Arena                              |
| 8 de noviembre de 2023   | Lima                       | Perú           | Multiespacio Costa 21                       |
| 11 de noviembre de 2023  | Santiago                   | Chile          | Movistar Arena                              |
| Europa                   |                            |                |                                             |
| 7 de diciembre de 2023   | Barcelona                  | España         | Palau Sant Jordi                            |
| 10 de diciembre de 2023  | Bilbao                     | España         | Bilbao Arena                                |
| 12 de diciembre de 2023  | Valencia                   | España         | Pabellón Fuente de San Luis                 |
| 17 de diciembre de 2023  | Zaragoza                   | España         | Pabellón Príncipe Felipe                    |
| Norteamérica             |                            |                |                                             |
| 19 de enero de 2024      | Rosemont                   | Estados Unidos | Rosemont Theatre                            |
| 25 de enero de 2024      | Boston                     | Estados Unidos | Agganis Arena                               |
| 28 de enero de 2024      | National Harbor            | Estados Unidos | The Theater at MGM                          |
| 31 de enero de 2024      | Charlotte                  | Estados Unidos | Ovens Auditorium                            |
| 2 de febrero de 2024     | Orlando                    | Estados Unidos | House of Blues                              |
| 3 de febrero de 2024     | Miami                      | Estados Unidos | Kaseya Center                               |
| 8 de febrero de 2024     | Sugar Land                 | Estados Unidos | Smart Financial Centre                      |
| 9 de febrero de 2024     | Irving                     | Estados Unidos | The Pavilion at Toyota Music Factory        |
| 14 de febrero de 2024    | Hidalgo                    | Estados Unidos | Payne Arena                                 |
| 16 de febrero de 2024    | El Paso                    | Estados Unidos | El Paso County Coliseum                     |
| 18 de febrero de 2024    | Salt Lake City             | Estados Unidos | The Complex                                 |
| 22 de febrero de 2024    | San José                   | Estados Unidos | San Jose Civic                              |
| 24 de febrero de 2024    | San Diego                  | Estados Unidos | Viejas Arena                                |
| 25 de febrero de 2024    | Inglewood                  | Estados Unidos | YouTube Theater                             |